# Княжа вежа в Седленцині
Княжа вежа в Седленцині (пол. Wieża książęca w Siedlęcinie, нім. Wohnturm in Boberröhrsdorf) — житлова вежа яворського князя Генрика I, яка згодом стала лицарською резиденцією. Вежа розташована у селі Седленцин у Єленьоґурському повіті Нижньосілезького воєводства в Польщі та лежить на туристичному Шляху П'ястівських Замків. 

## Історія
Будівництво готичної вежі, ймовірно, було розпочато близько 1314 року за вказівкою яворського князя Генрика I. Спочатку вежа мала чотири поверхи, з яких два нижніх виконували функції господарських приміщень, а третій та четвертий — житлових. 
Близько 1346 року було здійснено настінну поліхромію у великій залі на третьому поверсі. Картини було виконано за допомогою техніки альсекко — фарбу наносили на висушену штукатурку. Їх тематика є особливою, адже пов'язана із легендами про лицаряЛанселота. У серпні 2006 року розпочалася комплексна реновація фресок. 
Вежу в 1368 році продала вдова Болеслава II Малого, герцогиня Агнєшка. Новим власником став лицар Єншин фон Редерн, родина якого володіла вежею до середини XV століття. У 1575 році вежу було перебудовано, саме тоді до неї було добудовано верхній поверх. З 1732 по 1945 роки будівля належала родині Шафґочів. 

## Сучасний стан
Донедавна вежа не перебувала під жодним захистом. З 2001 року вона перебуває у власності фундації "Zamek Chudów". 
Будівля відкрита для відвідування туристами. 
У 2006 році у вежі здійснювалася консервація середньовічних настінних розписів, натомість у 2007 році консерваційні роботи охопили решту стін першого та другого поверхів вежі, а також камін, підлоги та стелі на цих поверхах. У 2008 році було відремонтовано вхідний портал (та два інші портали всередині вежі), а також дерев’яні середньовічні двері, що ведуть до вежі, ренесансні двері на першому поверсі та стелю над правою кімнатою першого поверху. Було відновлено також підлогу в лівій залі на першому поверсі. У 2009 році були проведено подальші роботи, що мали на меті зміцнення конструкції даху над з'єднанням між середньовічною вежею та розташованим перед нею пізньобароковим будинком.   
У 2008–2012 роках поблизу вежі проводилися археологічні розкопки. У 2011 році на першому поверсі вежі було відкрито виставку, на якій були представлені їх результати (у подальшому її розширювали за рахунок нових знахідок). 

## Фотогалерея

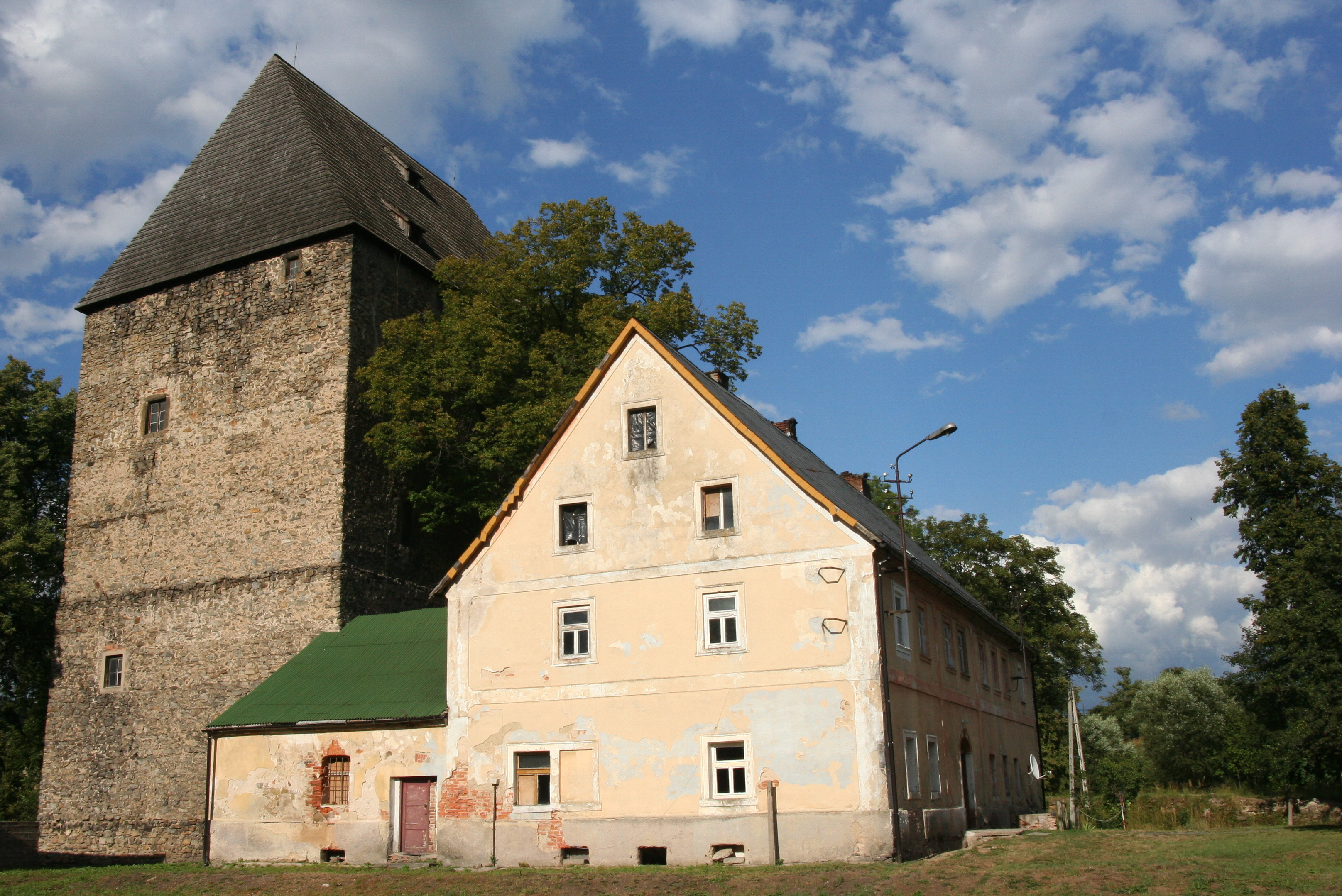
Вежа та прилеглий будинок
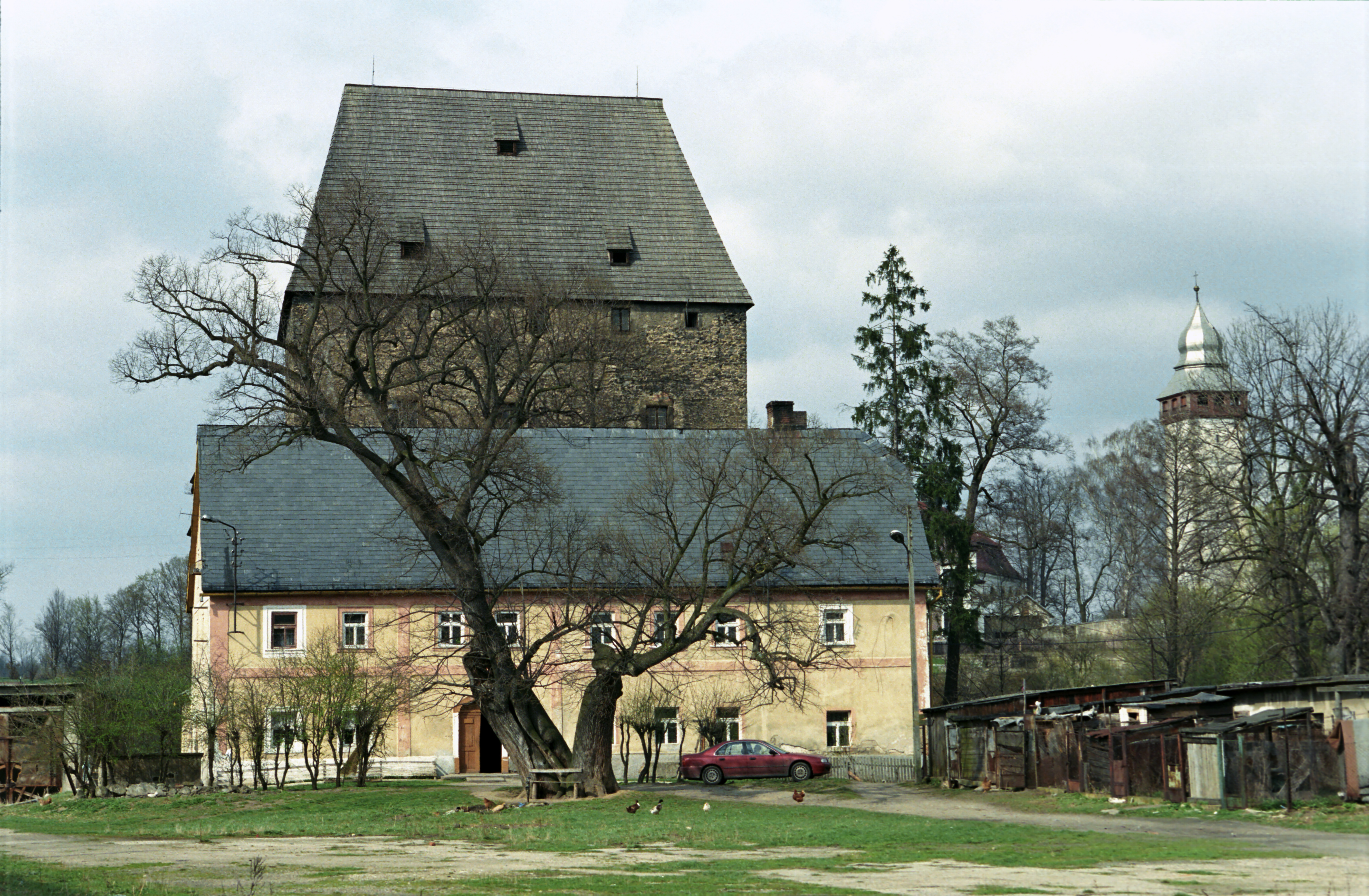
Вежа та прилеглий будинок
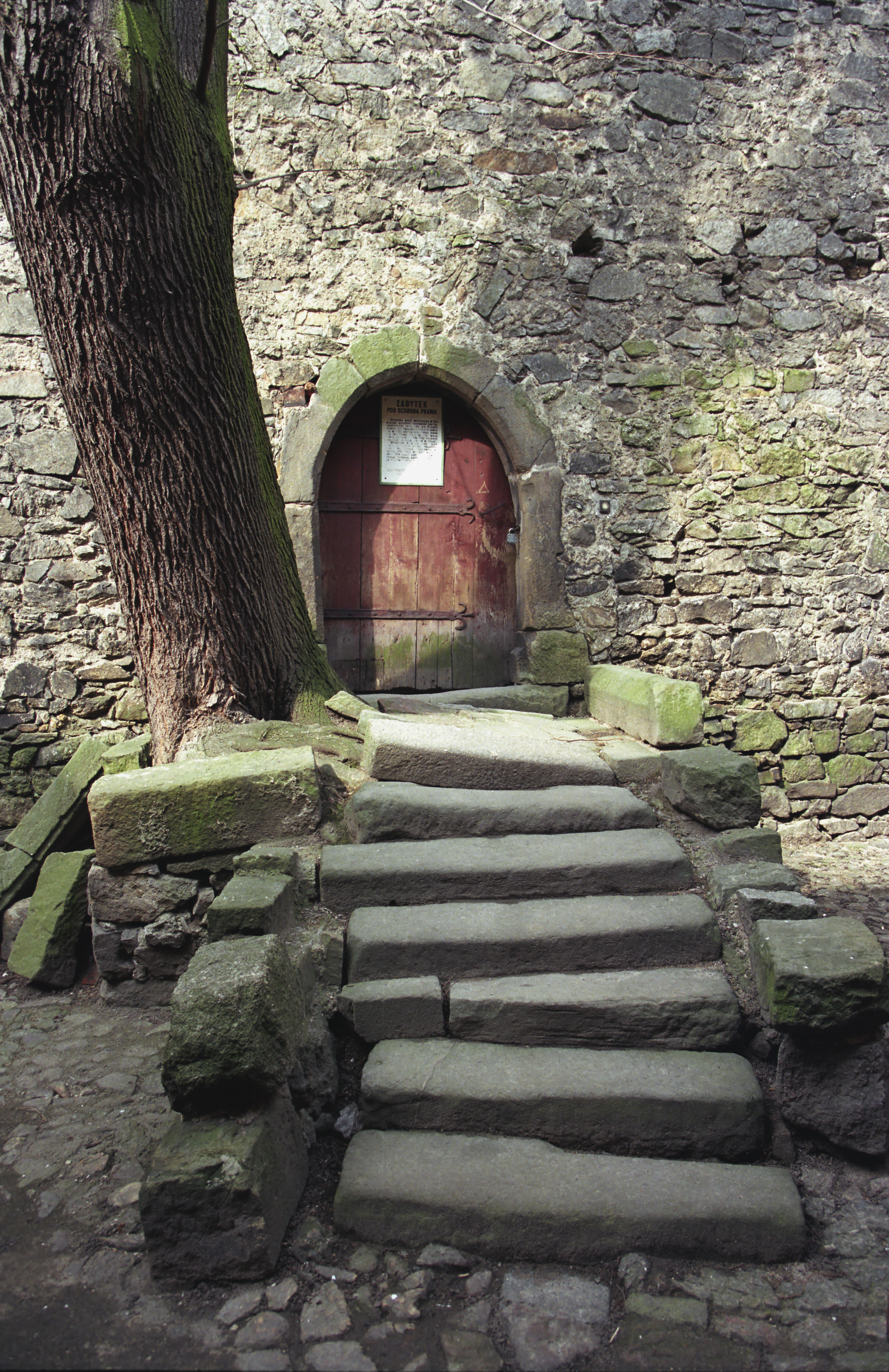
Вхід до вежі
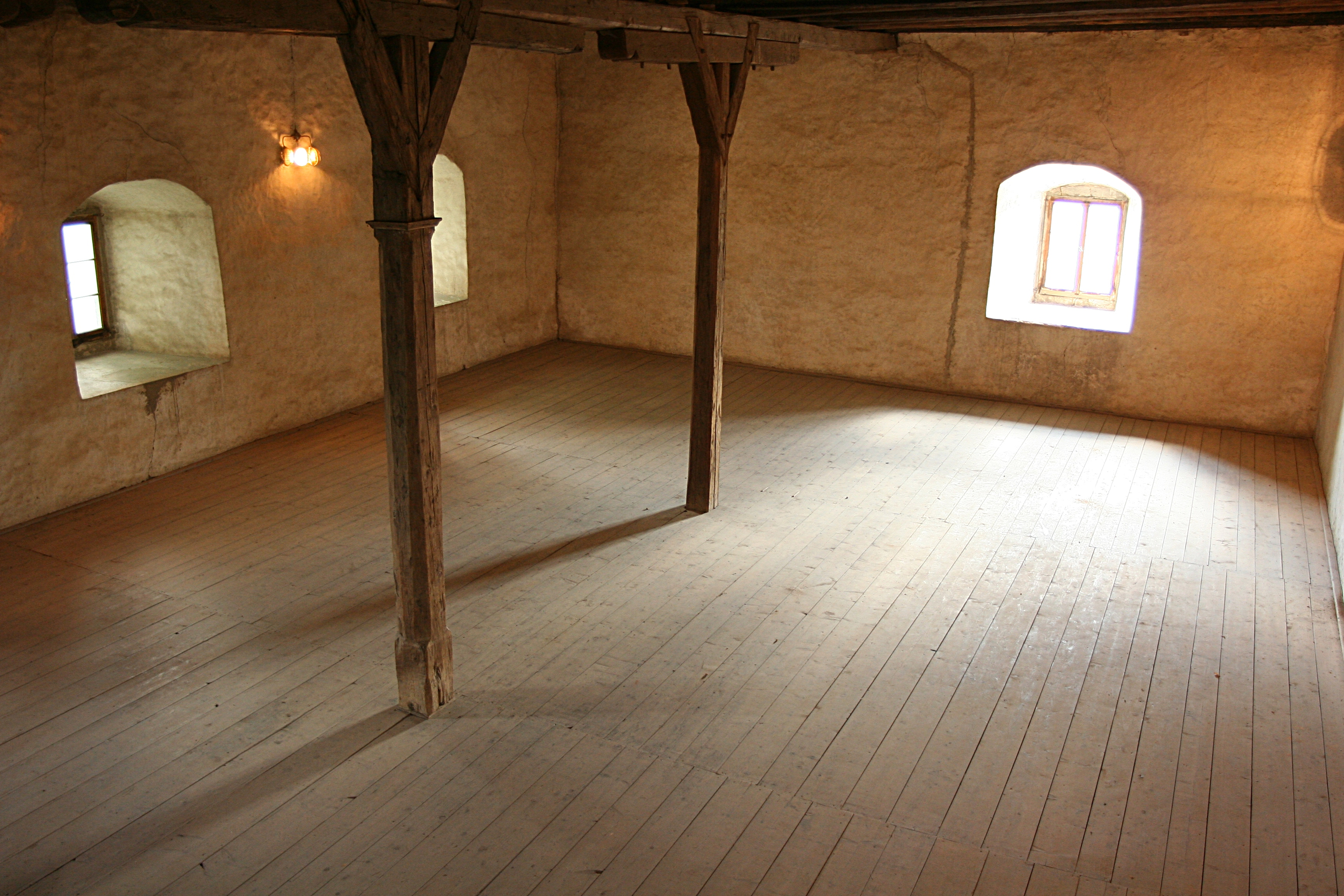
Інтер'єр вежі
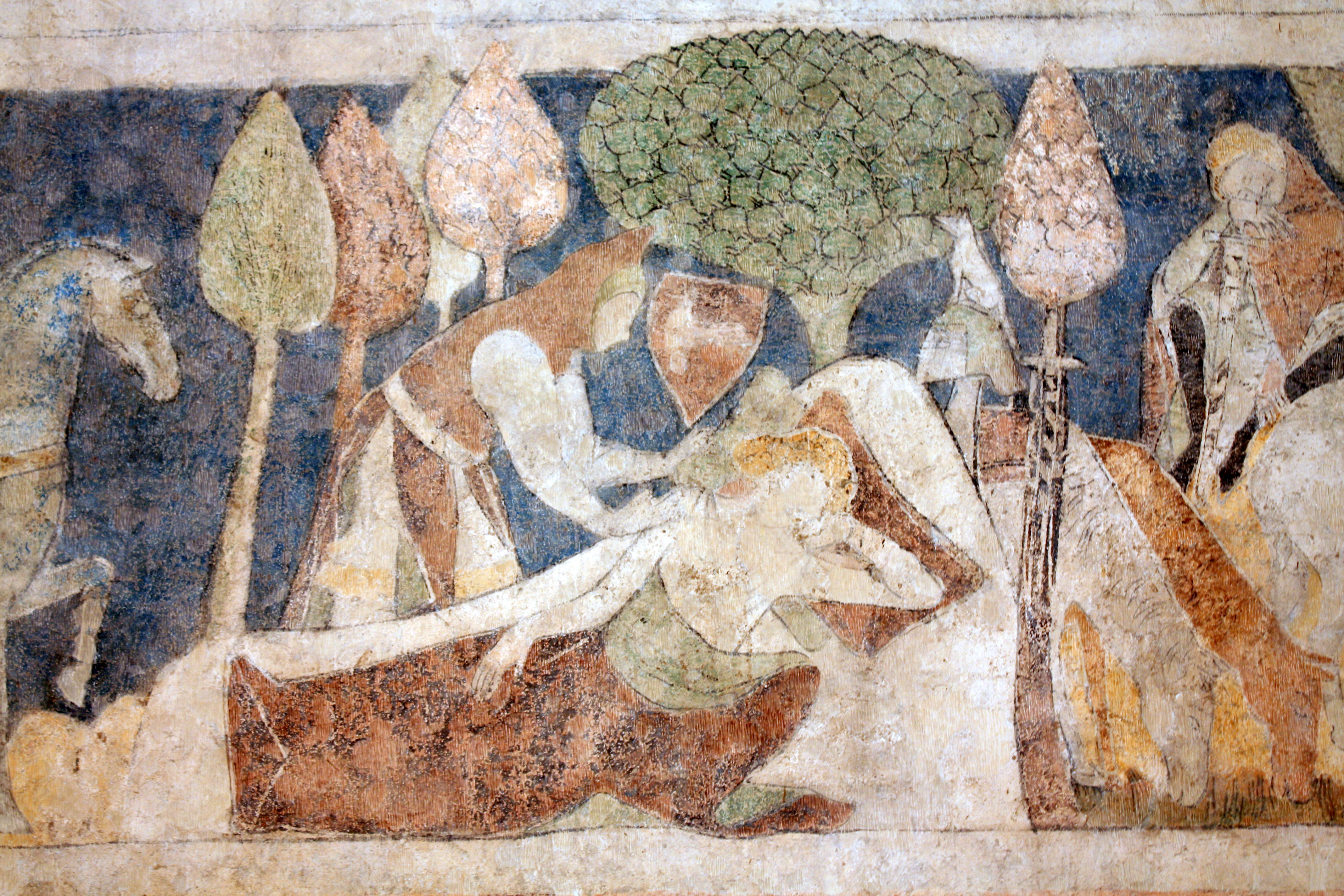
Настінні розписи у вежі - малюнок Ланселот під яблунею
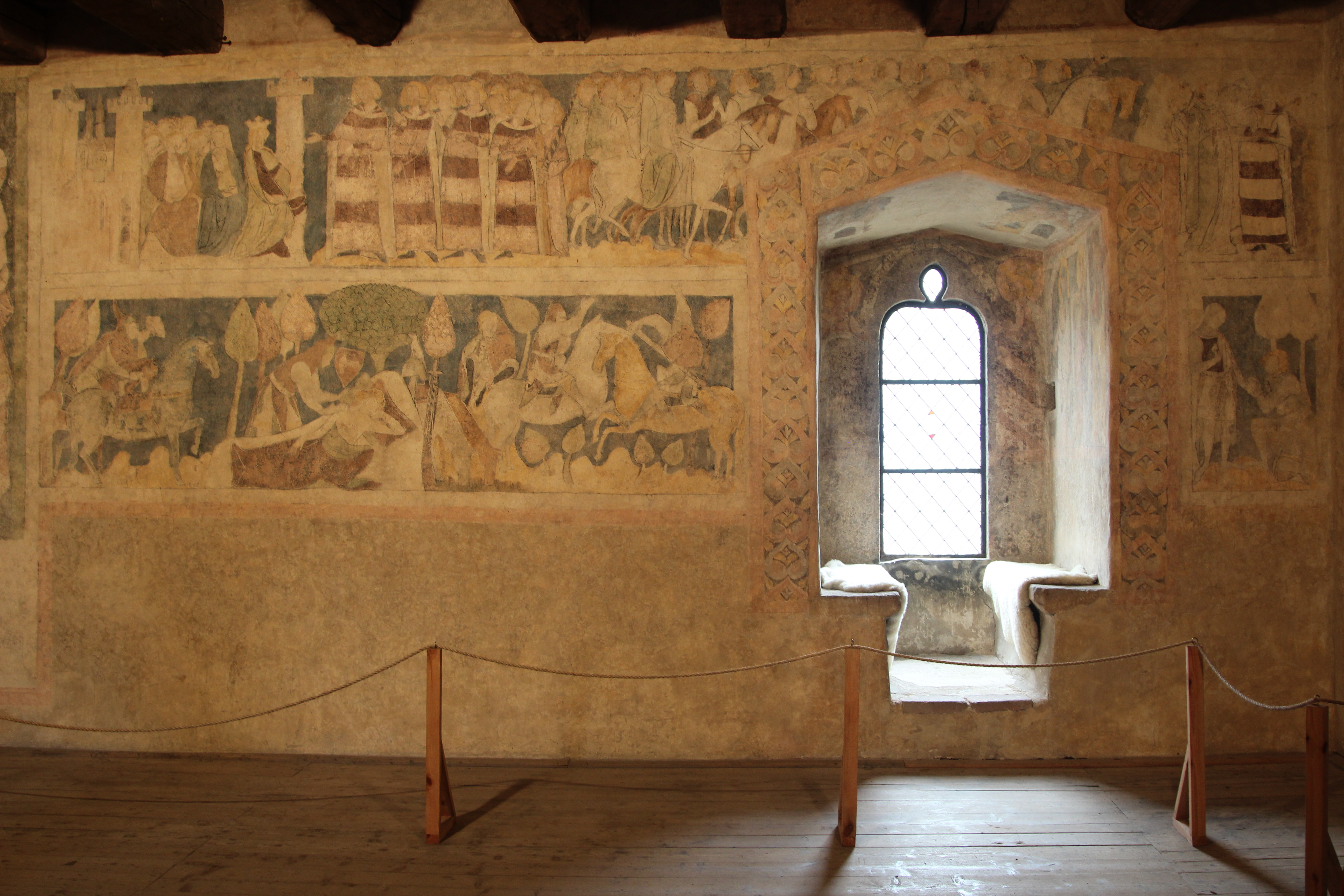
Настінні готичні розписи у вежі
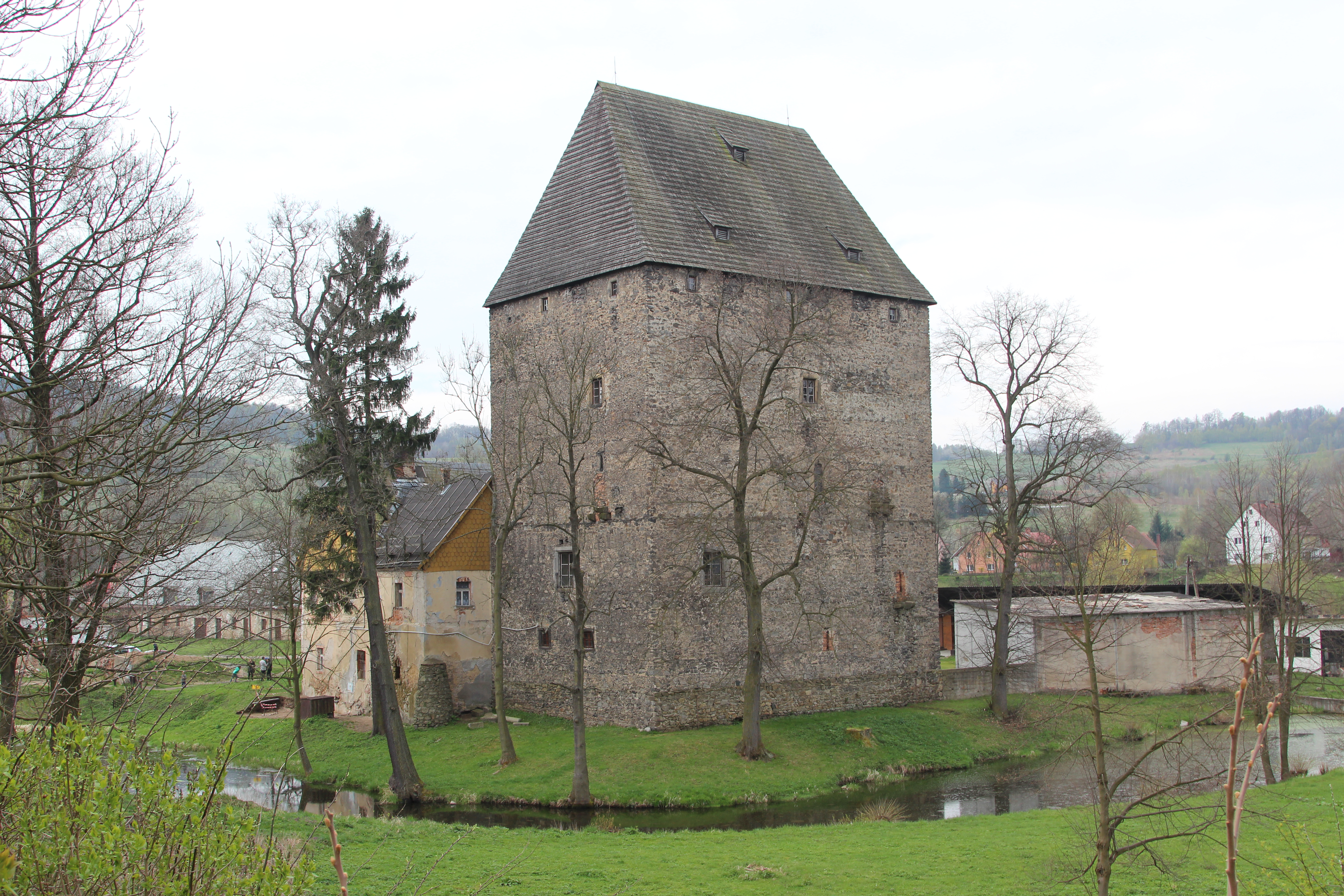
Вежа у 2014 році